# Rhyssaloides antipoda
Rhyssaloides antipoda är en stekelart som beskrevs av Sergey A. Belokobylskij 1999. Rhyssaloides antipoda ingår i släktet Rhyssaloides, och familjen bracksteklar. Inga underarter finns listade.